# In Search of Elusive Little Comets
In Search of Elusive Little Comets ist das erste Studioalbum der britischen Indie-Rock-Band Little Comets. Es erschien am 31. Januar 2011 über Dirty Hit Records.

## Hintergrund
In Search of Elusive Little Comets ist das Debütalbum der Band, die sich gut zwei Jahre zuvor als Studentenband gegründet hatte und durch die Single One Night in October im Frühjahr 2009 erstmals ein breites Publikum auf sich aufmerksam machen konnte. Der Veröffentlichung des Albums ging eine äußerst wechselhafte Zeit voraus, die geprägt war von einem kurzweiligen Plattenvertrag bei Columbia Records und den damit verbundenen Auseinandersetzungen zwischen den Labeleigentümern und den vier Musikern. Diese wollten bei den Arbeiten an ihrer ersten Platte keine Kompromisse eingehen und sahen sich ihrer künstlerischen Freiheiten beraubt, weshalb sich die beiden Parteien bereits im Sommer 2010 wieder auf eine Vertragsauflösung einigten.
Gegen Ende des Jahres stieß man auf das kurz zuvor gegründete Independent-Label Dirty Hit Records, das bezüglich des Entstehungsprozesses des Albums kein Mitspracherecht verlangte. Die erste Veröffentlichung der Band über Dirty Hit war die Single Isles am 17. Oktober 2010, die auch als Musikvideo erschien. Kurz vor dem Release des Debütalbums am 31. Januar 2011 erschien schließlich noch Joanna. Wenig später kündigte der Schlagzeuger Mark Harle an, dass sein Austritt aus der Band bereits unmittelbar bevorstehe, weswegen die meisten Liveauftritte vorsorglich auf den Herbst 2011 verschoben werden mussten. Letztlich war In Search of Elusive Little Comets die erste und einzige Platte, an der dieser entscheidend mitwirkte. Er wurde in der Folgezeit durch David „Greenie“ Green ersetzt.
Im Zuge des zehnjährigen Bandjubiläums erschien am 15. November 2019 ein in Warwick aufgenommener Live-Mitschnitt des Albums als Schallplatte.

## Titelliste
Die Titel entstanden in Zusammenarbeit der vier Bandmitglieder Robert Coles, Matthew Hall, Mark Harle und Michael Coles. Letztgenannter produzierte das Album.
1. Adultery – 3:01
2. One Night in Ocotber – 3:23
3. Joanna – 3:09
4. Her Black Eyes – 4:00
5. Isles – 2:44
6. Darling Alistair – 2:50
7. Tricolour – 2:32
8. Lost Time – 3:18
9. Dancing Song – 2:30
10. Mathilda – 3:06
11. Intelligent Animals – 4:10

Das Lied Friday Don’t Need It erschien zunächst exklusiv als iTunes-Bonustrack.

## Rezeption

### Kritiken
Das Album wurde größtenteils gut rezipiert und erfüllte die Erwartungen der meisten Fachzeitschriften an ein Debütalbum. So erreichte es auf Metacritic einen Score von 67 von 100 Punkten. Jon O’Brien schrieb in seinem Review für AllMusic:

“In Search of Elusive Little Comets isn’t as genre-hopping as their cited influences of Debussy, Paul Simon, and Ella Fitzgerald might suggest, but it’s a confident debut, bristling with energy, which should have Columbia kicking themselves for letting the band go.”

„In Search of Elusive Little Comets springt nicht zwischen den Genres hin und her, wie man hinsichtlich ihrer benannten Einflüsse Debussy, Paul Simon und Ella Fitzgerald vielleicht zunächst vermuten möchte, doch es ist ein gelungenes Debüt, das vor Energie geradezu strotzt. Columbia sollte sich an den Kopf fassen, da sie diese Band gehen ließen.“

Robert Cooke von Drowned in Sound bewertete das Album mit 6 von 10 möglichen Punkten. Ihm zufolge biete es zwar wenig Neues, sei aber trotzdem gut hörbar:

“Little Comets have some energetic hooks and straight-to-the-point post-punk choruses that would make many of the resident bands in their native North East proud. There just isn’t quite enough to get carried away about.”

„Little Comets haben mehrere energiegeladene Post-Punk-Refrains, in denen sie direkt auf den Punkt kommen. So würden sie bestimmt auch einige der anderen im Nordosten ansässigen Bands stolz machen. Aber es gibt einfach nicht genug, das einen wirklich abholt.“

### Chartplatzierung
In Search of Elusive Little Comets stieg in der Woche vom 12. Februar 2011 auf Platz 54 der britischen Albumcharts ein und hielt sich eine Woche in den Top 100. Damit war es der erste Charterfolg eines Künstlers, der bei dem bis dahin noch unbekannten Independent-Label Dirty Hit Records unter Vertrag genommen wurde.